# Чемпионат СССР по самбо 1966
20-й Чемпионат СССР по самбо проходил в Тбилиси с 28 по 30 октября 1966 года. В соревнованиях участвовало 96 человек.

## Медалисты
| Весовая категория           | Золото                                     | Серебро                                     | Бронза                                                                               |
| --------------------------- | ------------------------------------------ | ------------------------------------------- | ------------------------------------------------------------------------------------ |
| Наилегчайший вес (до 58 кг) | Лаврентий Кациашвили «Колмеурне» (Тбилиси) | Р. Акопов «Динамо» (Львов)                  | Валентин Савченко Пермь Борис Корнюшин Советская Армия (Москва)                      |
| Легчайший вес (до 62 кг)    | Анзор Джангобеков «Динамо» (Киев)          | Николай Козицкий Советская Армия (Киев)     | Анзор Марткоплишвили «Динамо» (Тбилиси) Ярослав Керод Советская Армия (Ленинград)    |
| Полулёгкий вес (до 66 кг)   | Олег Степанов Советская Армия (Москва)     | Алексей Илюшин Советская Армия (Москва)     | М. Меликов «Динамо» (Могилёв) Борис Крузе «Буревестник» (Москва)                     |
| Лёгкий вес (до 70 кг)       | Давид Рудман «Динамо» (Куйбышев)           | Отари Нателашвили Советская Армия (Тбилиси) | В. Буторин «Буревестник» (Москва) А. Меркулов «Труд» (Москва)                        |
| Полусредний вес (до 75 кг)  | Анатолий Столбов «Динамо» (Свердловск)     | Александр Шуклин «Динамо» (Киев)            | Владимир Мальченко Нижний Тагил С. Матвеев «Динамо» (Киев)                           |
| Средний вес (до 80 кг)      | Г. Гамилагдашвили «Динамо» (Тбилиси)       | С. Косоев «Динамо» (Орджоникидзе)           | Анатолий Бондаренко Советская Армия (Киев) А. Пушкарев Советская Армия (Москва)      |
| Полутяжёлый вес (до 87 кг)  | Борис Мищенко Советская Армия (Москва)     | Анатолий Юдин Советская Армия (Москва)      | Евгений Солодухин Советская Армия (Москва) Г. Кахабришвили Советская Армия (Тбилиси) |
| Тяжёлый вес (свыше 87 кг)   | Анзор Киброцашвили «Буревестник» (Гори)    | Игорь Андроников «Динамо» (Ленинград)       | Анзор Кикнадзе «Динамо» (Тбилиси) В. Скачков «Труд» (Куйбышев)                       |